# Blastobasis roscidella
Blastobasis roscidella é uma espécie de mariposa do gênero Blastobasis pertencente à família Coleophoridae.